# Наннгаузен
Наннгаузен (нім. Nannhausen) — громада в Німеччині, розташована в землі Рейнланд-Пфальц. Входить до складу району Рейн-Гунсрюк. Складова частина об'єднання громад Зіммерн.
Площа — 6,05 км2. Населення становить 614 ос. (станом на 31 грудня 2020).